# Criança d'aferrament

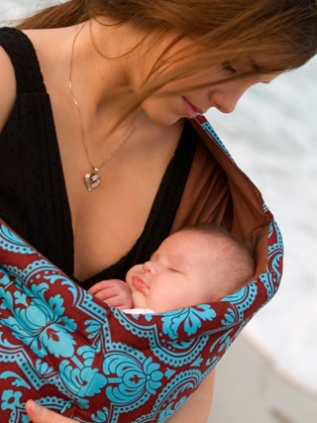
William Sears aconsella a les mares que portin el seu nadó al cos tan sovint com sigui possible.

La criança d'aferrament (attachment parenting en anglès) és un mètode (o filosofia) de criança que proposa mètodes que tenen com a objectiu promoure l'afecció/aferrament entre progenitors i nadons, no només mitjançant la màxima empatia dels progenitors, sinó també per la proximitat i el tacte corporals continus. El terme attachment parenting va ser encunyat pel pediatra nord-americà William Sears . No hi ha cap conjunt d'investigacions concloents que demostrin que l'enfocament de Sears sigui superior a la criança convencional.